# Emberi erőforrások (televíziós sorozat)
Az Emberi erőforrások (eredeti cím: Human Resources) 2022 és 2023 között vetített amerikai 2D-s számítógépes animációs szitkom, amelyet Kelly Galuska, Nick Kroll, Andrew Goldberg, Mark Levin és Jennifer Flackett alkotott.
Az első évadot Amerikában és Magyarországon 2022. március 18-án mutatta be a Netflix. A második évad 2023. június 9-én jelent meg a Netflixen.

## Ismertető
A Hormonokkal túlfűtve világában játszódik, amelyben a szörnyek az emberi felnőttek egy csoportjához vannak rendelve, mint az érzelmeik képviselete.

## Szereplők

### Főszereplők
| Szereplők                    | Eredeti hang         | Magyar hang                                     | Leírás |
| ---------------------------- | -------------------- | ----------------------------------------------- | --- |
| Emmy Fairfax                 | Aidy Bryant          | Mezei Kitty                                     | Amatőr nőstény szerelembogár, akit Becca mellé osztanak be, miután Sonyát kirúgták a pozíciójából.                                                   |
| Peter "Pete" Doheny          | Randall Park         | Miller Zoltán (1. évad) Magyar Bálint (2. évad) | Logikai szikla, amely az emberekben rejlő logikát képviseli.                                                                                         |
| Rochelle Hillhurst           | Keke Palmer          | Gubik Petra                                     | Nőstény szerelembogár, aki romantikus kapcsolatban áll Dantéval és Emmy legjobb barátnője, akit Doug mellé osztanak be.                              |
| Lionel St. Swithens          | David Thewlis        | Mertz Tibor                                     | A szégyen varázslója, aki a gyerekeket a serdülőkorban kísérti, a legmélyebb szégyenérzetüket szítja és képviseli.                                   |
| Walter Las Palmas            | Brandon Kyle Goodman | Pál Tamás                                       | Hím szerelembogár, aki egész életében szoros köteléket alakított ki Yarával. Később ő lesz az unokája (Natalie) szerelembogára, miután Yara elhunyt. |
| Constance "Connie" LaCienega | Maya Rudolph         | Makay Andrea                                    | Hormonszörny, aki segít a serdülő lányoknak átvészelni a pubertást.                                                                                  |
| Grace                        | Maya Rudolph         | Nyakó Júlia                                     | Feszült antropomorf kék víziló, aki az emberi erőforrások igazgatója.                                                                                |
| Maurice "Maury" Beverley     | Nick Kroll           | Debreczeny Csaba                                | Reszelős hangú Hormonszörny, aki segít a serdülő fiúknak átvészelni a pubertást.                                                                     |
| Rick                         | Nick Kroll           | Ács Norbert                                     | Idős, torz, de tapasztalt Hormonszörny, aki lelkes szavakkal segít az embereken.                                                                     |
| Todd                         | Nick Kroll           | Hegedüs Miklós                                  | Zombi, aki villanyszerelőként dolgozik a emberi erőforrásoknál                                                                                       |

### Mellékszereplők
| Szereplők          | Eredeti hang                                  | Magyar hang      | Leírás |
| ------------------ | --------------------------------------------- | ---------------- | --- |
| Sonya Poinsettia   | Pamela Adlon                                  | Pokorny Lia      | Az egykori szerelembogárból lett pultos, akit azért rúgtak ki, mert kapcsolatba került Claudiával.                                                                                             |
| Tito Taylor Thomas | Maria Bamford                                 | Frick Nóra       | Nőstény szúnyog, aki az emberekben a szorongást képviseli. |
| Kitty Dukakis      | Maria Bamford                                 | Pallai Mara      | Antropomorf lila macska, aki a pubertásosztály depressziós osztályán dolgozik. |
| Becca Lee          | Ali Wong                                      | Mórocz Adrienn   | Ázsiai-amerikai ügyvédnő, aki először lesz anya. |
| Barry              | Mike Birbiglia                                | Kisfalusi Lehel  | Becca bolondos zsidó férje. |
| Gavin Reeves       | Bobby Cannavale                               | Gémes Antos      | Impulzív, intenzív Hormonszörny, aki Maury bosszúságára komolyan veszi a munkáját. Később megölik.                                                                                             |
| Guyvin             | Bobby Cannavale                               | Gémes Antos      | Gavin egypetéjű, de gyanúsan kedves ikertestvére. |
| Tyler Pico         | John Gemberling                               | Hamvas Dániel    | Éretlen tinédzser Hormonszörny, akit azért rúgtak ki, mert Lionellel dolgozott együtt. Korábban Gavin asszisztenseként dolgozott, akit állandóan zaklatott és bántalmazott.                    |
| Dante              | Hugh Jackman                                  | László Zsolt     | Emmy, majd Rochelle szerelme. |
| Petra              | Rosie Perez                                   | Szilágyi Csenge  | Gremlin, amely az emberi ambíciókat képviseli. |
| Mona               | Thandiwe Newton                               | Solecki Janka    | Brit akcentusú Hormonszörny, aki kaotikus hatással van a serdülő lányokra. |
| José               | Harvey Guillén                                | Elek Ferenc      | Szerencsétlen antropomorf pók, aki az emberi erőforrások recepciósa. |
| Doug Fredrick      | Tim Robinson                                  | Kovács Lehel     | Arrogáns férfi, aki hatalmas Phoenix Suns rajongó. |
| Donna Fredrick     | Ashley London                                 | Nádasi Veronika  | Doug szerető felesége. |
| Flanny O'Lympic    | Chris O’Dowd                                  | Galbenisz Tomasz | Barry szerelembogara, aki ír akcentussal beszél. |
| Nadja El-Khoury    | Sabrina Jalees                                | Sipos Vera       | Libanoni-amerikai középiskolás diák és Natalie nővére, aki felvételt nyer a Kaliforniai Egyetemre, miközben személyes konfliktusba kerül a barátnőjével, miután felvették a Rutgers Egyetemre. |
| Natalie El-Khoury  | Josie Totah                                   | Mikecz Estilla   | Transznemű tinédzser, Nadja húga. |
| Yara El-Khoury     | Nidah Barber-Raymond                          | Csonka Anikó     | Natalie és Nadja betegeskedő apai nagymamája, Amir édesanyja, Nabilah anyósa és Walter hozzá közel álló ügyfele.                                                                               |
| Amir El-Khoury     | Ahmed Mawas                                   | Csőre Gábor      | Natalie és Nadja apja, Nabilah férje és Yara fia. |
| Nabilah El-Khoury  | Ulka Simone Mohanty                           | Sági Tímea       | Natalie és Nadja édesanyja és Amir felesége. |
| Gil                | Gil Ozeri                                     | Hannus Zoltán    | Hormonszörny és Joe legjobb barátja. |
| Joe                | Joe Wengert                                   | Welker Gábor     | Hormonszörny és Gil legjobb barátja. |
| Keith              | Henry Winkler                                 | Vida Péter       | Antropomorf pulóver a Grief osztályról. |
| Montel             | Cole Escola                                   | Nikas Dániel     | Maury és Connie nem-bináris gyermeke. |
| Van                | Miley Cyrus                                   | Timkó Eszter     | Sarah nihilista női logikai sziklája, aki lebeszéli arról, hogy megnyíljon mások előtt. |
| Sarah Krumhorn     | Florence Pugh                                 | Kanyó Kata       | Van és Emmy ügyfele, Paul lánya, aki az anyja halála miatt szociálisan visszahúzódóvá vált, és kihagyja az utolsó esélyt, hogy élve láthassa őt.                                               |
| Ben                | Jason Mantzoukas                              | Ódor Kristóf     | Sarah szerelme. |
| Paul Krumhorn      | Eugene Levy                                   | Beratin Gábor    | Sarah elhidegült apja, aki szintén szenved a felesége halála miatt. |
| Hope               | Niecy Nash-Betts                              | Peller Anna      | A remény izgatott megtestesítője, aki másokat is reménykedésre ösztönöz. |
| Rosszmáj tábornok  | Isabella Rossellini                           | Kovács Nóra      | A gyűlöletosztály vezetője, aki megpróbálja beszervezni Rochelle-t. |
| Simon Sex          | Jemaine Clement                               | Posta Victor     | Érzékeny, gombafogyasztó hormonszörny és Maury barátja. |
| önmaga             | Alice Wong                                    | Ivanova Daniela  | Konzultál egy leszbikus párral, akik egy beszélni nehezen tudó gyermek szülei. |
| Shawn              | Eugene Cordero                                | Szabó Andor      | Alice egyik barátja. |
| Rita St. Swithens  | Helen Mirren (1. évad) Juliet Mills (2. évad) | Bánsági Ildikó   | Híres szégyen varázsló és Lionel anyja. |

### Magyar változat
- Magyar szöveg: Szentmihályi Hunor
- Hangmérnök: Cs. Németh Bálint
- Vágó: Sári-Szemerédi Gabriella
- Gyártásvezető: Hódos Edina
- Szinkronrendező: Bercsényi Péter
- Zenei rendező: Molnár Gábor

A szinkront a Mafilm Audio Kft. készítette.

## Évados áttekintés
| Évad | Évad | Epizódok | Eredeti sugárzás  | Eredeti sugárzás  | Magyar sugárzás   | Magyar sugárzás   |
| Évad | Évad | Epizódok | Évadpremier       | Évadfinálé        | Évadpremier       | Évadfinálé        |
| ---- | ---- | -------- | ----------------- | ----------------- | ----------------- | ----------------- |
|      | 1    | 10       | 2022. március 18. | 2022. március 18. | 2022. március 18. | 2022. március 18. |
|      | 2    | 10       | 2023. június 9.   | 2023. június 9.   | 2023. június 9.   | 2023. június 9.   |

## Epizódok

### 1. évad (2022)
| Sor. | Év. | Cím                                                                      | Rendező         | Író                                                                      | Premier           |
| ---- | --- | ------------------------------------------------------------------------ | --------------- | ------------------------------------------------------------------------ | ----------------- |
| 1.   | 1.  | Születés (Birth)                                                         | Henrique Jardim | Kelly Galuska, Nick Kroll, Andrew Goldberg, Mark Levin Jennifer Flackett | 2022. március 18. |
| 2.   | 2.  | Képzési nap (Training Day)                                               | Bryan Francis   | Victor Quinaz                                                            | 2022. március 18. |
| 3.   | 3.  | Rossz anyák (Bad Mummies)                                                | Alex Salyer     | L.E. Correia                                                             | 2022. március 18. |
| 4.   | 4.  | A Rutger vagy szerelem (Rutgers is for Lovers)                           | Henrique Jardim | Mitra Jouhari                                                            | 2022. március 18. |
| 5.   | 5.  | Szerelem posztpartum idején (Love in the Time of Postpartum)             | Bryan Francis   | Monique Moses                                                            | 2022. március 18. |
| 6.   | 6.  | A függőségangyal (The Addiction Angel)                                   | Alex Salyer     | Max Silvestri                                                            | 2022. március 18. |
| 7.   | 7.  | Kreálmányok nemzetközi konferenciája (International Creature Convention) | Henrique Jardim | Mitra Jouhari és Caleb Hearon                                            | 2022. március 18. |
| 8.   | 8.  | A fény (The Light)                                                       | Bryan Francis   | Brandon Kyle Goodman                                                     | 2022. március 18. |
| 9.   | 9.  | Majdnem vége (It's Almost Over)                                          | Alex Salyer     | Victor Quinaz                                                            | 2022. március 18. |
| 10.  | 10. | Szarvihar (Shitstorm)                                                    | Henrique Jardim | L.E. Correia                                                             | 2022. március 18. |

### 2. évad (2023)
| Sor. | Év. | Cím                                                                 | Rendező                     | Író                            | Premier         |
| ---- | --- | ------------------------------------------------------------------- | --------------------------- | ------------------------------ | --------------- |
| 11.  | 1.  | A bar gecvó (The Jizz Mitzvah)                                      | Alex Salyer                 | Kelly Galuska                  | 2023. június 9. |
| 12.  | 2.  | Az árulkodó farok (The Tell-Tale Dick)                              | Henrique Jardim             | Victor Quinaz                  | 2023. június 9. |
| 13.  | 3.  | Emlékmásság (Total RePaul)                                          | Bryan L Francis             | Max Silvestri                  | 2023. június 9. |
| 14.  | 4.  | A hormonok csatája (A League of Their Hormone)                      | Alex Salyer                 | L.E. Correia                   | 2023. június 9. |
| 15.  | 5.  | Rochelle, Rochelle (Rochelle, Rochelle)                             | Henrique Jardim             | Anna Salinas                   | 2023. június 9. |
| 16.  | 6.  | A nevem Paul (Paul Me By Your Name)                                 | Bryan L Francis             | Shantira Jackson               | 2023. június 9. |
| 17.  | 7.  | Tony: Egy irodai nátha története (Tony: The Life of an Office Cold) | Alex Salyer                 | Caleb Hearon és Jordan Mendoza | 2023. június 9. |
| 18.  | 8.  | Sajnálatparti (Pity Party)                                          | Henrique Jardim             | L.E. Correia                   | 2023. június 9. |
| 19.  | 9.  | Lányügyek (On the Daughterfront)                                    | Bryan L Francis             | Max Silvestri és Walter Kelly  | 2023. június 9. |
| 20.  | 10. | Még drágább a k**va életed (Yipee Ki-Hate, Motherf**ker)            | Alex Salyer és Chris Ybarra | L.E. Correia                   | 2023. június 9. |

## A sorozat készítése
2019. október 3-án a Netflix bejelentette, hogy a Hormonokkal túlfűtve spin-off sorozatát rendelték meg. Kroll, Goldberg, Levin, Flackett, Nate Funaro és Kelly Galuska a vezető producer. 2021. június 14-én további részleteket jelentettek be a sorozatról, többek között a szereposztást. Nick Kroll, Maya Rudolph és David Thewlis a spin-offhoz újra felvették a szerepüket Maurice, Connie és a szégyen varázsló szerepében, a további szereplők, Brandon Kyle Goodman, Keke Palmer, Aidy Bryant és Randall Park pedig csatlakoztak a sorozathoz. 2021. október 15-én bejelentették, hogy Pamela Adlon csatlakozott a spin-offhoz, és újra eljátssza Sonya, szerepét. 2022. január 12-én jelentették, hogy Rosie Perez, Jemaine Clement, Thandiwe Newton, Bobby Cannavale, Henry Winkler és Maria Bamford is szerepet kapott a sorozatban.